# Adriano Moreira

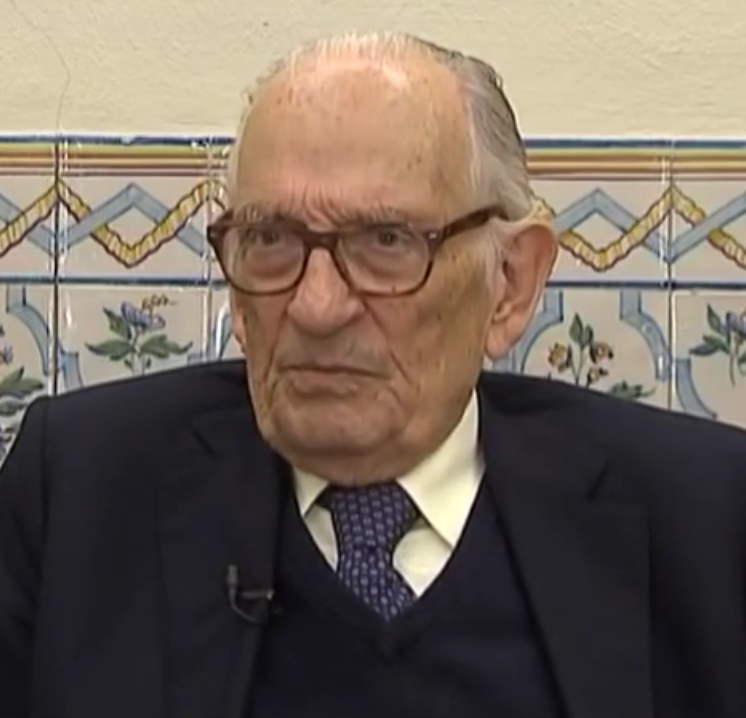
Adriano Moreira (2015)

Adriano José Alves Moreira (* 6. September 1922 in Grijó do Vale Benfeito, Macedo de Cavaleiros, Portugal; † 23. Oktober 2022) war ein portugiesischer Politiker (CDS-PP) und Jurist. In der Regierung des Estado Novo unter Salazar war er von 1961 bis 1962 Minister für die Überseegebiete (Kolonien). Nach der Demokratisierung war er von 1980 bis 1995 Abgeordneter in der Assembleia da República und von 1986 bis 1988 Parteivorsitzender des christdemokratischen Centro Democrático e Social. Von 2016 bis 2019 gehörte er dem Staatsrat an.

## Werdegang
1944 schloss Moreira ein Studium der Geschichts- und Rechtswissenschaften an der Juristischen Fakultät der Universität Lissabon ab und wurde Rechtsanwalt. Im selben Jahr erhielt er eine Stelle als Abteilungsleiter des Generalarchivs des Straf- und Polizeiarchivs, die er bis 1947 innehatte. Dann wechselte er in die Privatwirtschaft als Generalsekretär und Mitglied des Verwaltungsrates von Standard Eléctrica. 1950 wurde Moreira als Assistenzprofessor am Instituto Superior de Estudos Ultramarinos aufgenommen. Hier wurde er bis 1959 erst ordentlicher Professor und schließlich Direktor des Instituts. Zudem gründete er das Centro de Estudos Políticos e Sociais und wurde dessen Direktor. Einen weiteren Direktorenposten hatte er bei der Junta de Investigações do Ultramar (Ermittlungsrat für die Überseegebiete).

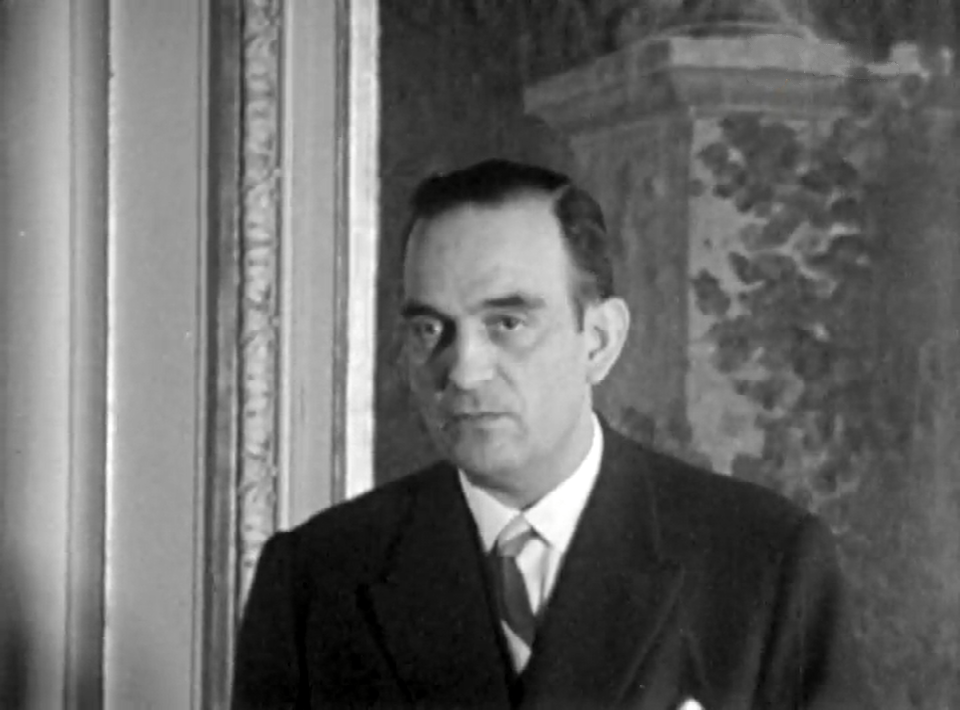
Überseeminister Moreira (1962)

Seine politische Karriere begann Moreira noch in der portugiesischen Diktatur als Mitglied der beratenden Gremien des Überseerates (Conselho Ultramarino) und Delegierter Portugals für die Generalversammlung der Vereinten Nationen. Moreira war von 1960 bis 1961 Unterstaatssekretär für die überseeische Verwaltung und von 1961 bis 1962 Minister für die Überseegebiete (Ministro do Ultramar), die Kolonien Portugals.
1964 wurde Moreira Präsident der Sociedade de Geografia de Lisboa, ging aber 1974, mit Ende der Diktatur durch die Nelkenrevolution, nach Brasilien ins Exil, wo er an verschiedenen Universitäten Vorlesungen hielt. 1978 kehrte er nach Portugal zurück und wurde wieder in die Instituto Superior de Ciências Sociais e Políticas aufgenommen, wo er die Funktionen des Präsidenten des Wissenschaftlichen Rates übernahm. Schließlich wurde Moreira Rektor der Universidade Internacional.
Bei der Parlamentswahl 1980 wurde Moreira – noch als Parteiloser – auf der Mitte-rechts-Liste Aliança Democrática (AD) in das portugiesische Parlament, die Assembleia da República, gewählt, wo er den Wahlkreis Bragança vertrat. Anschließend schloss er sich dem christdemokratischen Centro Democrático e Social (CDS), einer der Mitgliedsparteien der AD, an. Er wurde als Abgeordneter viermal wiedergewählt, ab 1983 vertrat er den Wahlkreis Porto und ab 1987 Lissabon. Als der CDS-Vorsitzende Francisco Lucas Pires aufgrund der Verluste der Partei bei der Parlamentswahl im Oktober 1985 zurücktrat, übernahm Moreira zunächst den Vorsitz im nationalen Parteirat, auf dem Parteitag im April 1986 wurde er zum Parteivorsitzenden gewählt. Als Kandidat des konservativen Flügels setzte er sich gegen den eher zur Mitte tendierenden João Morais Leitão durch. Bei der vorgezogenen Parlamentswahl 1987 brach die CDS allerdings weiter ein – sie halbierte ihren Stimmenanteil und verlor einen Großteil ihrer Sitze – woraufhin Moreira die Führung im Januar 1988 wieder an den Parteigründer Diogo Freitas do Amaral abgab. 
Von 1991 bis 1995 war Moreira Vizepräsident des Parlaments. Daneben war Moreira Vorsitzender der Timorkommission des portugiesischen Parlaments und setzte sich nachdrücklich für das Selbstbestimmungsrecht der Osttimoresen ein. Zudem war er Anwalt der Unternehmenskammer durch Ernennung des Conselho Corporativo.
Er starb am 23. Oktober 2022 im Alter von 100 Jahren.

## Auszeichnungen
Ab 1975 war Moreira korrespondierendes Mitglied der Academia Brasileira de Letras. Außerdem gehörte er der Academia das Ciências de Lisboa an.
Am 6. Mai 2015 wurde Moreira von Staatspräsident Taur Matan Ruak die Medal des Ordem de Timor-Leste verliehen.
Moreira war auch Träger mehrerer portugiesischer Orden. Am 5. September 1957 erhielt er den Christusorden (Komtur), am 3. Januar 1961 den Orden des Infanten Dom Henrique (Großoffizier), am 19. Dezember 1962 das Großkreuz des Christusordens, am 10. Juni 1992 das Großkreuz des Ordens des heiligen Jakob vom Schwert und schließlich am 9. Oktober 2017 das Großkreuz des Ordens des Infanten Dom Henrique.